# وفاء عامر
وفاء عامر (25 مايو 1968 -)، ممثلة مصرية. برزت في التلفزيون والمسرح والسينما منذ أواخر الثمانينيات، وتُعد من أبرز نجمات جيلها في الدراما المصرية والعربية. وهي الشقيقة الكبرى للممثلة أيتن عامر.

## النشأة والتعليم
وُلدت في محافظة البحيرة، ونشأت في مدينة الإسكندرية. حصلت على ليسانس في اللغة العربية من جامعة بيروت العربية، ثم التحقت بـالمعهد العالي للفنون المسرحية بالقاهرة، حيث بدأت مسيرتها الفنية من خلال مشاركات في المسرح الجامعي.

## المسيرة الفنية
بدأت مشوارها الفني في أواخر الثمانينيات من خلال أعمال تلفزيونية ومسرحية، وحققت شهرة واسعة بداية من التسعينيات. شاركت في العديد من المسلسلات التي تُعد من كلاسيكيات الدراما المصرية، إلى جانب مشاركات سينمائية ومسرحية متعددة.

## الجوائز والتكريمات
حصلت وفاء عامر على عدة جوائز تقديرية، منها:
- جائزة أفضل ممثلة مساعدة من مهرجان القاهرة السينمائي الدولي (2005)
- جائزة أفضل ممثلة كوميدية من مهرجان الإسكندرية السينمائي (2010)
- تكريم من وزارة الثقافة المصرية عن مجمل أعمالها
- جائزة من Joy Awards كأفضل ممثلة (2019)

## الحياة الشخصية
تزوجت من المنتج والمخرج المصري محمد فوزي، ولهما ابن واحد يُدعى عمر.

### أزمة يوليو 2025
في يوليو 2025، تعرّضت وفاء عامر لحملة اتهامات عبر وسائل التواصل الاجتماعي، تتعلق بادعاءات غير موثقة بشأن علاقتها بوفاة لاعب الكرة إبراهيم شيكا، بعدما ظهرت شخصية على موقع تيك توك عرّفت نفسها بـ مروة ابنة الرئيس السابق لمصر حسني مبارك واتهمت فيها  وفاء وزوجة اللاعب إبراهيم شيكا بأنهما قاما ببيع كليته وفص من الكبد.
نفت وفاء عامر هذه الاتهامات بشكل قاطع عبر بث مباشر على حسابها بتيك توك، وكذلك في مداخلة مباشرة مع الإعلاميتان مفيدة شيحة وسهير جودة عبد برنامج الستات، وأكدت أنها حملة تشويه تستهدف سمعتها، وتقدمت ببلاغ رسمي إلى النيابة العامة المصرية ضد من روج للمزاعم. وأعلنت نقابة المهن التمثيلية تضامنها الكامل معها، مؤكدة أن وفاء عامر تتمتع بتاريخ فني وأخلاقي مشرف.

## أعمالها

### من الأفلام
| - خان تيولا : 2020 - كارما : 2018 - يا تهدي يا تعدي: 2017 - الليلة الكبيرة: 2015 - رأس الدبوس: 2012 - نقطة النور: 2011 - كف القمر: 2011-قمر - حين ميسرة: 2007-نحمده - علمنى الحب: 2005-أوسة - رحلة مشبوهة: 2001-زينات - تحت الربع بجنيه وربع: 2000-بلابل - لامؤاخذة يا دعبس: 2000-نواعم - أمواج الغضب: 1999 | - ولا في النية أبقى: 1999-ليلى - الواد محروس بتاع الوزير: 1999-هيام - نور ونار: 1999 - بيتزا بيتزا: 1998-بنت الليل المقتوله - أرض أرض: 1998 - إمبراطورية الشر: 1998-شروق - حنحب ونقب: 1997-الراقصة عزيزة - امرأة وخمسة رجال: 1997-أمينه الجارة - رجل مهم جدا: 1996-صفية - التحويلة: 1996-زوجة حلمي عبد السيد | - صمت الخرفان: 1995-سوزي - تار بايت: 1995-فتنة - من أطلق هذه الرصاصة: 1995 - الجراج: 1995 - كشف المستور: 1994-سامية - انغام الغريب: 1994-نرجس - تعالب أرانب: 1994-سالي - يا تحب يا تقب: 1994-عزيزة الشغالة - مصيدة الذئاب: 1994-روحية - وزير في الجبس: 1993 | - ديسكو ديسكو: 1993-عنايات - نوع آخر من الجنون: 1992-صفاء - لعبة الإنتقام: 1992-نيفين - ضيفة شرف - الطيب و الشرس و الوحش: 1990-من فتيات العصابة - الأبطال الثلاثة: 1990 - جواز عرفي: 1990 - أحوال شخصية: 1992 - الشجعان: 1992-ضيفة شرف - بصمات الوهم: 1987 - عذرا انت حبيبي:سهير |

### من المسلسلات
| - العيلة دي: 2022 - بيت الشدة: 2022 - جزيرة غمام: 2022 - راجعين يا هوى: 2022 - زي القمر (ج2): 2021 - سلسلة أسرار: 2021 - لحم غزال: 2021 - إلا أنا: 2020 - سكن البنات: 2020 - حكايتي: 2019 - نسر الصعيد: 2018 - الطوفان: 2017 - شطرنج (ج1، 2، 3): 2015، 2015، 2016-نورهان عامر الديب - جبل الحلال: 2014-غنيمة - ابن حلال: 2014-سهام - عربية: 2013 - كاريوكا: 2012-تحية كاريوكا - دموع في نهر الحب: 2009 - الأعصار قادم: 2009 - ابن الأرندلي: 2009-أنهار - الدالي ( ج2، 3): 2008، 2011 - ناصر: 2008-فهيمة محمد بدر والدة جمال | - شط إسكندرية: 2008-وفاء الحسيني - الملك فاروق: 2007-الملكة نازلي - عفريت القرش: 2006 - رجل وامرأتان: 2006 - أنا وهؤلاء: 2005-الناظرة - السيرة العاشورية: (الحرافيش ج2): 2005 - الظاهر بيبرس: 2005-شجرة الدر - الإمام محمد عبده: 2005 - نسر الصعيد: 2018 - ملح الأرض: 2004 - قلب النهار: 2004 - ملاعيب شيحة: 2004-شجرة الدر - حكاوي طرح البحر: 2004 - نجوم الظهر: 2003-رحمة - كلمات: 2003 - فارس بلا جواد: 2002-كاميليا - البشكار: 2002 - أميرة في عابدين: 2002-عزيزة - ضيفة شرف - انظر حولك وابتسم: 2002 - ضبط وإحضار: 2001 - الكومي: 2001 - دموع الرجال: 2000 | - خلف الأبواب المغلقة: 1999 - يا قلبي لا تبكي: 1999 - الشهاب: 1999 - جسر الخطر: 1999 - حب تحت الحراسة: 1998 - بنات سعاد هانم: 1998 - كعب داير: 1998 - هاربة من الجحيم: 1998 - التوأم: 1997 - أصل و خمس صور: 1997 - سنوات الغربة: 1997 - طريق السراب: 1997 - بريء في ورطة: 1997 - ضد التيار: 1997 - أبناء دهشان: 1997 - حكايات مستر أيوب ومسز عنايات: 1996 - زواج بدون ازعاج: 1996 - الحفار: 1996-ليليان - أيام الغربة: 1996 - حكاية بلا بداية ولا نهاية: 1996 - سر اللعبة: 1996 - شقة الحرية: 1995-ضيفة الحلقات | - من الذي لا ينساكي: 1995 - شارع المواردي (ج2): 1995 - سر الغائب: 1994 - قلب الأسد: 1993-درية - ذئاب الجبل: 1993-رئيسة الغازية - الحضارة العربية الإسلامية: 1993 - مغامرات زكية هانم: 1992 - بيوت في المدينه: 1992 - رأفت الهجان ( ج2): 1990 - ليالي الحلمية ( ج3): 1990-نيرمين - ألف ليلة وليلة: (حمال الأسية): 1990 - طيور الزمن الجريح: 1989 - بنات زينب: 1989 - السرايا: 1987 - الظلال:مسلسل - هي والعاصفة:مسلسل - الحب والطوفان:مسلسل - جراح العمر:مسلسل - الشمس تشرق دائما:مسلسل - لن أخضع لرجل:مسلسل - البريمو:مسلسل - جنة حتحوت:مسلسل - أقوى من الطوفان:مسلسل |

### مسرحيات
| - جواز على ورقة طلاق: 2003 - حلو وكداب: 2001 - حلو الكلام: 2000 - العصمة في إيد حماتي: 2000-(سميحة) - الواد ويكا بتاع أمريكا: 1998 - شقاوه: 1998 | - نشنت يا ناصح: 1995 - المنولوجست: 1993 - نقول إيه: 1991-(الأميرة) - رجل عايش لوحده - حلو وكذاب |

### سهرة تليفزيونية
| - مواقع ممنوعة: 2006 - - اثنان على الطريق الصعب: 2003 - - روايح: 2001 - - الكلمة الحلوة: 1991 - - فتحة وشبكة وكتب كتاب:-(سهام) - زوجة الصياد: - عاشق المال: - كيف طارت مني أكسفورد: | - صاحب الملك: - ان فاتك الميري: - قيد المواليد: - عودة السيد: - خطوات بلا طريق: - وتبقى الحقيقة: - ليلة العمر: |

### أخرى
- لقاء مستحيل: 2010 - برنامج-(جميلة بوحيرد)
- شرويت ع الإنترنت: 2003 - مسلسل اذاعي-(تمثيل)
- الحلو مايكملش: 1997 - فوازير
- المضحكون: 1995 - فوازير
- أم العريف: 1992 - فوازير

## وصلات خارجية
- وفاء عامر على موقع IMDb (الإنجليزية)
- وفاء عامر على موقع الدهليز
- وفاء عامر على موقع قاعدة بيانات الأفلام العربية
- وفاء عامر على موقع ديسكوغز (الإنجليزية)
- وفاء عامر على موقع قاعدة بيانات الفيلم (الإنجليزية)